# 小行星5685
小行星5685（英語：5685 Sanenobufukui）是一颗围绕太阳公转的小行星。1990年12月8日，T. Nomura、K. Kawanishi在Minami-Oda发现了此天体。
这颗小行星的绝对星等为267.43035等。